# فيروس الإنفلونزا أ H5N6
فيروس الإنفلونزا أ H5N6 هو أحد أنواع فيروس الإنفلونزا أ (تسمى أيضا فيروس إنفلونزا الطيور).
حدثت أربع حالات إصابة معروفة به في البشر، توفي 3 منها اعتبارا من 12 يوليو 2015.

## 2016
في نوفمبر وديسمبر، سجلت حالات إصابة بفيروس H5N6 في الصين. من أكتوبر إلى شهر ديسمبر، تم الإبلاغ عن أربعة حالات جديدة في الصين، مما أدى إلى إعدام أكثر من 170.000 طائر. في ديسمبر، تم الإبلاغ عن حالات إصابة بإنفلونزا الطيور H5N6 في هونغ كونغ.
في ديسمبر، رفعت كوريا الجنوبية تنبيه أنفلونزا الطيور إلى أعلى مستوى لأول مرة.

## 2017
بعد اختبار تم القيام به في أستراليا، تم التأكد أن سلالة أنفلونزا الطيور في بامبانغا في الفلبين في أغسطس 2017 قد كانت من النوع الفرعي H5N6.

## 2020
تزامنا مع تفشي فيروس كورونا الجديد في الصين، وجدت مقاطعة سيتشوان أن فيروس H5N6 تسبب في وفاة 1840 طائر قد توفي في المزرعة رقم 2497، وتم إعدام باقي الطيور.
في 16 مارس، أعلنت وزارة الفلاحة الفلبينية عن اكتشاف حالات إصابة بفيروس H5N6. تم إعدام 25.000 طائر في المجموع في منطقة تفشي الفيروس في الدواجن في الفلبين. كما تم إنشاء منطقة 7 أميال لحصر حركة الدواجن.